# Французька афіша 19 століття

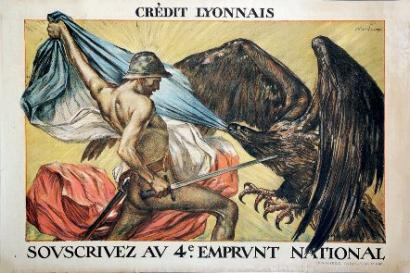
Франц. х-к Абель Февр. «Підпишіться на Четвертий національній займ !», Ліон

Французька афіша XIX століття знайшла широке використання перш за все у пропаганді торгівлі товарами і рекламі різних послуг, включаючи також концерти, театральні вистави, маскаради, танцювальні заклади тощо.

## Літографія та її можливості
Друкована графіка як мистецтво виникла у XV столітті у зв'язку із підвищеним виробництвом паперів і пристосуванням до їх виробництва водяних млинів. Значно збільшилось створення друкованої графіки з дерев'яних матриць (дереворит). Але водночас розпочався довгий шлях удосконалення графічних технік, позаяк друкована графіка з дерев'яних матриць мала власні недоліки і обмеження.

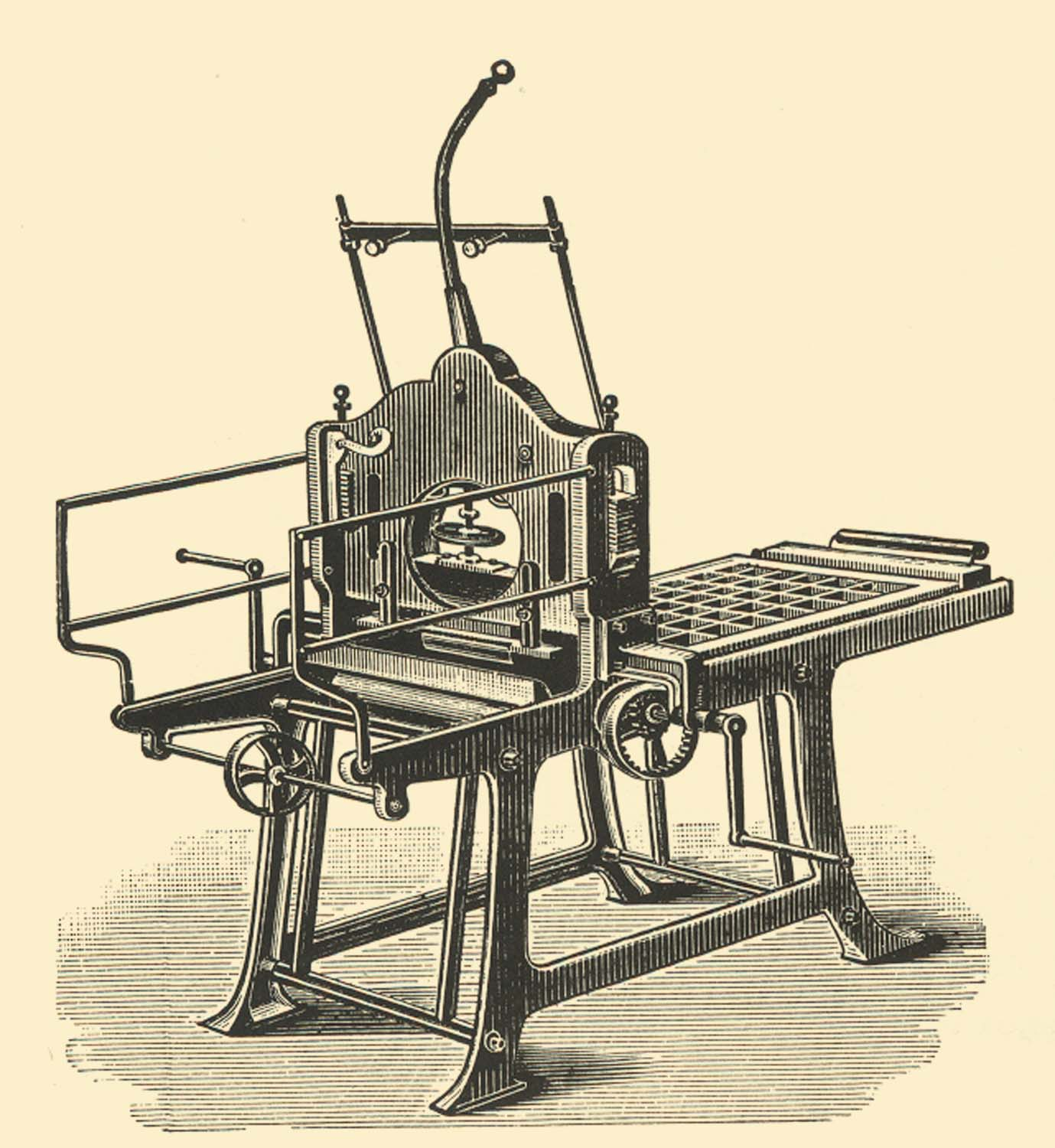
Літографський верстат 1839 року

До графічних технік додали згодом офорт, більш гнучку і виразну техніку, котра, однак, була трудомісткою і пов'язаною зі складним і небезпечним для здоров'я хімічним процесом та друком, а кінцевий продукт був максимально наближеним до малюнка гострим олівцем. Ця обставина, гостра виразність та можливість значного накладу зробила офорт розповсюдженою графічною технікою на декілька століть, незважаючи на всі недоліки.
Літографія як графічна техніка виникла досить пізно у порівнянні з дереворитом, мідьоритом та офортом.
Літографію винайшов у 1796 році баварець Алоїс Зенефельдер. Він же відкрив першу літографську майстерню у Мюнхені. Більш дешева техніка літографії (у порівнянні з офортом) давала також перевагу в створенні більшого накладу і була позбавлена помітно небезпечного впливу на здоров'я працівників. Це сприяло широкому застосуванню літографії в друкарнях. Зенефельдер також видав перший підручник для літографів.

## Термінологія
- Афіша — національна назва цієї друкованої продукції у Франції.
- Постер — англомовна назва рекламних плакатів і афіш, позаяк у Британії розповсюдженням афіш і реклам опікувалась пошта. В назві збережений заклад, що опікувався їх розповсюдженням і цей термін має поширення у Британії, Сполучених Штатах і англомовній літературі.
- Плакат — німецька назва афіш і реклам, що перейшла в українську мову, як і слово «гетьман», що має німецьке коріння.

## Початківці-художники

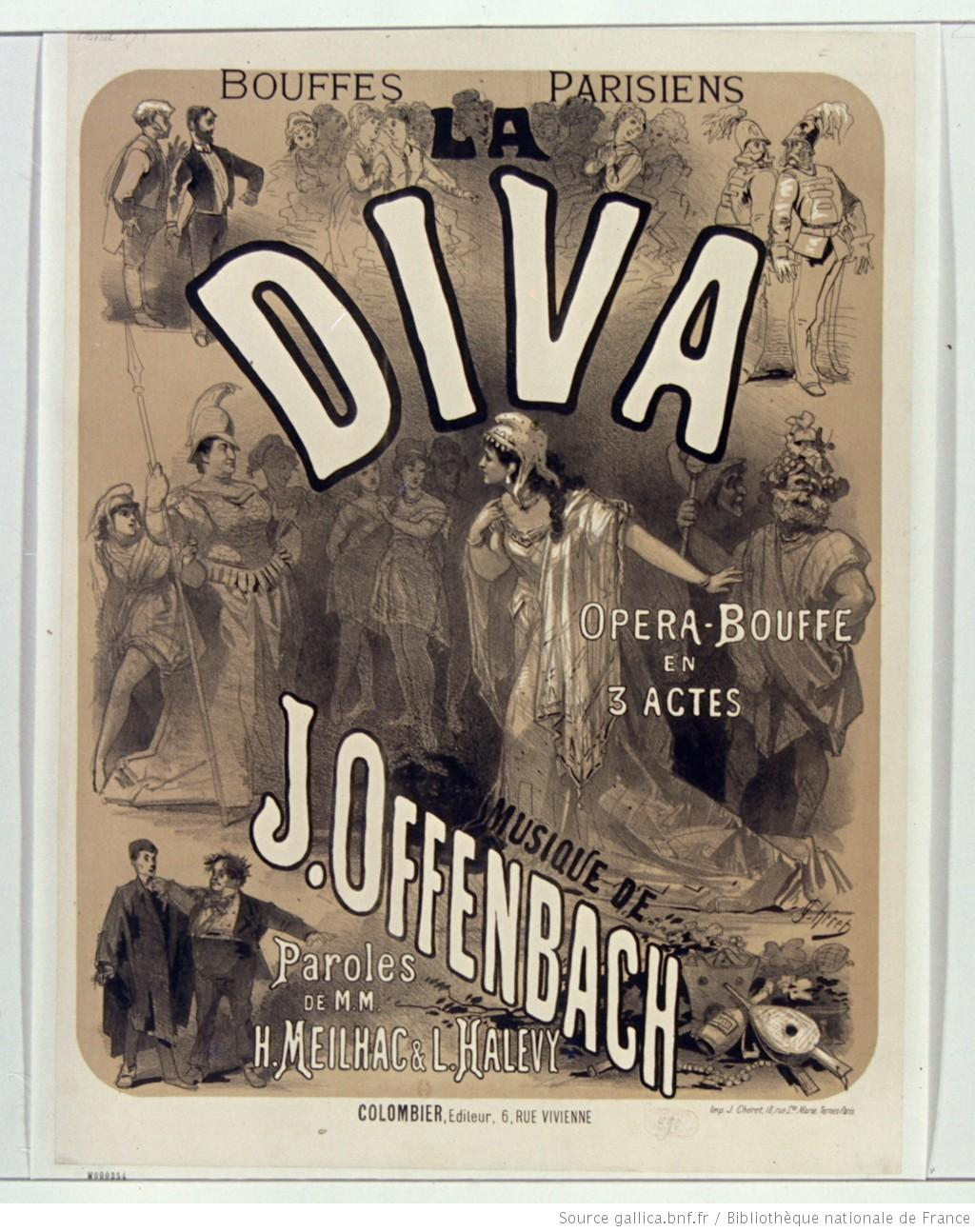
Жуль Шере. Афіша опери — буфф «Діва» Жака Офенбаха, 1868 р.

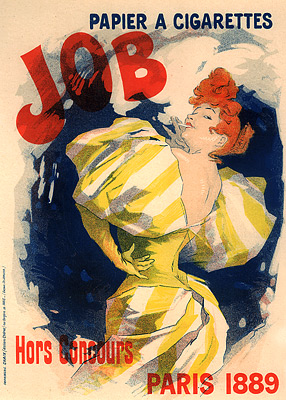
Афіша роботи Жуля Шере, 1889 р.

У Франції ще за часів середньовіччя склалася традиція глашатая (оголошувача), що криком сповіщав про новини чи королівські накази. У XIX столітті функції глашатая (оголошувача) перейшли до періодичних видань та до афіш. Яскраві фарби афіш відтепер сповіщали про нові партії товарів і послуг. Але первісні афіші і оголошення були чорно-білими. Їх створювали технікою літографії.
Приблизно з середини XIX століття хімічна промисловість викинула на ринок нові партії кольорових фарб, що почали витісняти природні барвники. Розмаїття хімічних фарб почали охоче використовувати французькі автори афіш.
Первісні художники афіш у Франції насправді часто були аматорами й не мали ґрунтовної художньої освіти, це були нові міські наймити. «Батьком» французької афіші (рекламного плакату) дослідники голосили Жуля Шере (1836—1932), що починав працювати над оголошеннями ще у Британії, а по поверненню у Париж зробив це власним фахом. Він ніби відкрив шлях до нової професії, позаяк засновувалось чимало періодичних видань, що наймали художників-початківців без художньої освіти на поденну працю.
Афіша мала притаманні їй властивості — не могла мати довгих текстів, потребувала узагальненого, часто схематичного малюнка, мала кричати про подію, як глашатай колись у середньовіччі. Усі спроби перенести у афішу засоби живопису були або недосконалими і невдалими, або помітно порушували її специфіку і від них відмовлялись. Схематичні й неправильні малюнки художників- початківців добре відповідали актуальності афіш, низка котрих з них мала надто малий термін існування: про подію прокричали, зацікавили і годі. Пришвидшення подій у столиці і у великих містах у провінції вже поклопоталось про нові події і новини, частку котрих почали підносити натовпу як скандали чи сенсації.
У Франції, окрім Парижа, запрацювали друкарні у таких містах як Ліон, Тулуза чи Марсель, де працювали місцеві малювальники і автори місцевих афіш.

## Бурхливий розвиток
Бурхливому розвитку французьких афіш посприяло декілька факторів. Серед них — відкриття французькими художниками і суспільством мистецтва японської графіки укійо-е. Узагальнення, декілька яскравих фарб, право на зрізання фігур були перенесені до афіш. Зображення могло бути надто вузьким, як то практикували японські митці, що загострювало композицію і примушувало пильно вдивлятися у зображення.
Барон Осман з подачі імператора розпочав широкомасштабну реконструкцію Парижа. Столицю з її ще середньовічним і хаотичним планом модернізували, створивши низку довгих проспектів і бульварів. Нова реконструкція переслідувала декілька завдань, важливішими серед котрих були добра прострілюваність вулиць Парижа у разі повстань й народних заворушеннях та надання Парижу вигляду блискучої столиці. Ці завдання були виконані.
Порушені квартали закривали великими простирадлами, за котрими йшли будівельні і оздоблювальні роботи. Ці тимчасові простирадла і дозволили використовувати для розташування афіш. Нагодою скористались як художники афіш, так і друкарні. Аби приголомшити споживача з натовпу, спантеличити його власною рекламою чи оголошенням, почали друкувати афіші будь-якого розміру, іноді по декілька метрів заввишки і завширшки. Цього тоді не робили у жодній столиці.

## Тематика

Жуль Шере. Реклама оперети «Орфей у пеклі», 1866 р. Національна бібліотека Франції.

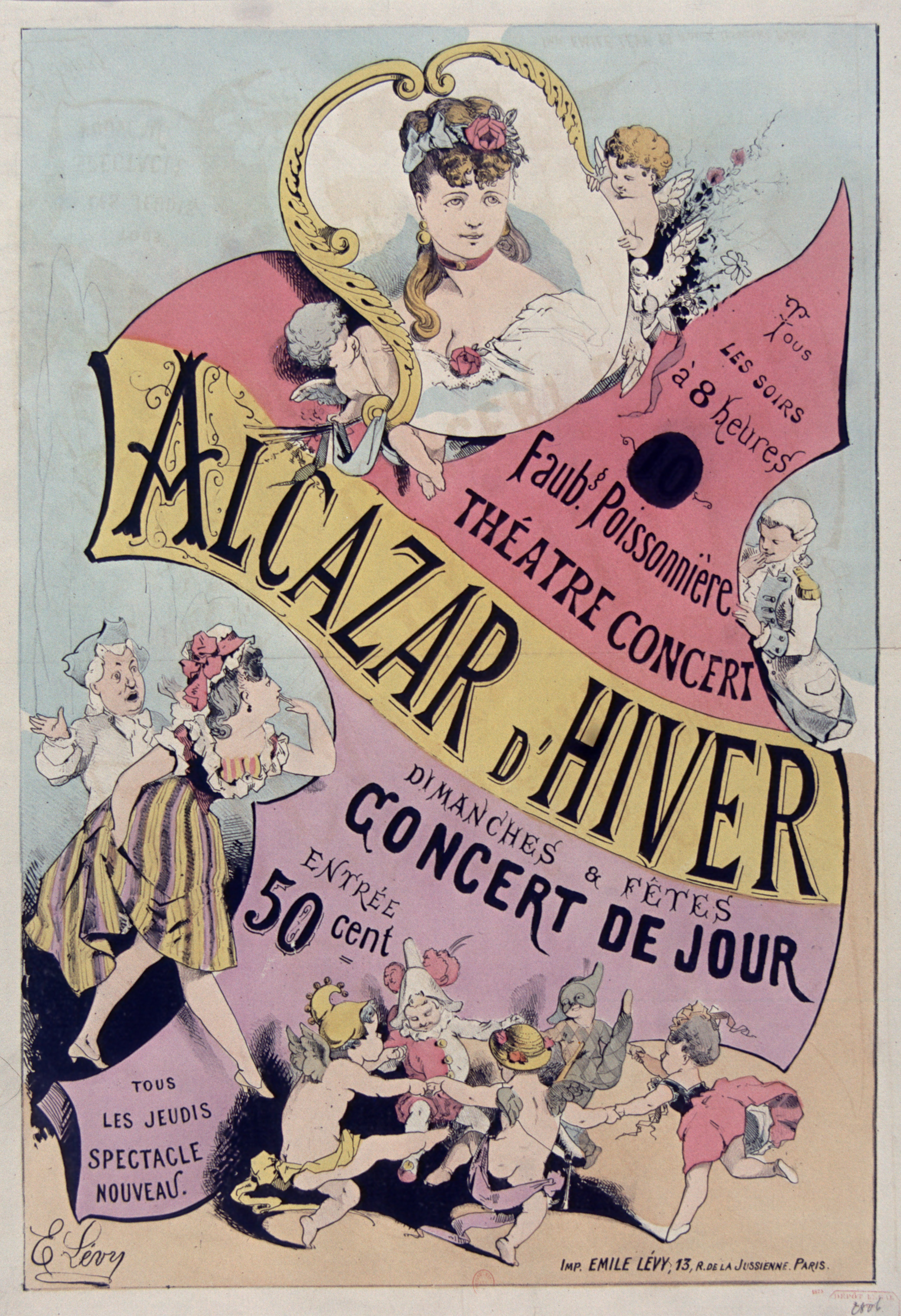
Невідомий художник. Афіша кафе «Алькасар взимку», 1875 р.

В Україні назва «афіша» доволі тісно пов'язана із оголошенням і рекламою театральних гастролей, концертів і вистав. Набагато ширшими були завдання афіш у Франції.
- Реклама вина — одне із головних завдань французької афіші XIX століття. Рекламували навіть вино з кокаїном, котрий у XIX столітті відносили до лікувальних засобів. А це вино рекламували … діти і вино давали й дітям. Про це однозначно доводить тогочасна реклама на афішах.

Тривалий час рекламували і вино абсент з полином. Про шкідливий вплив полину на мозок людини знали, але десятиліттями впритул не помічали проблеми, бо прибуток був важливішим за здоров'я споживачів. Абсент і його споживання були обставлені певною церемонією, додавалась специфічна ложка із цукром і напій здобрювали самі споживачі. Впливові виробники вина абсента десятиліттями гальмували закони про заборону його виготовлення.
- Серед колоніальних товарів того часу рекламували і какао, і шоколад.

- Лише однією галуззю афіші у Франції були оголошення про вистави, концерти і маскаради та реклама розважальних закладів на будь-який смак і гаманець.

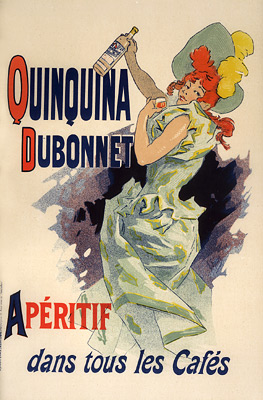
Жуль Шере. Реклама аперитива
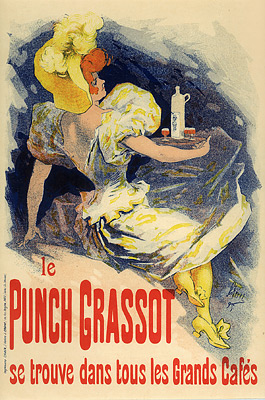
Жуль Шере. Реклама пунша Грассо
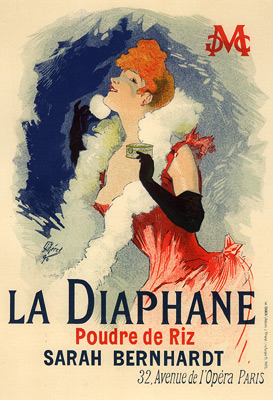
Жуль Шере. Реклама пудри для жінок
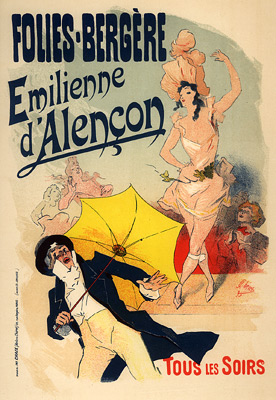
Жуль Шере. Реклама концерта в барі Фолі-Бержер

## Революційні та протестні акції

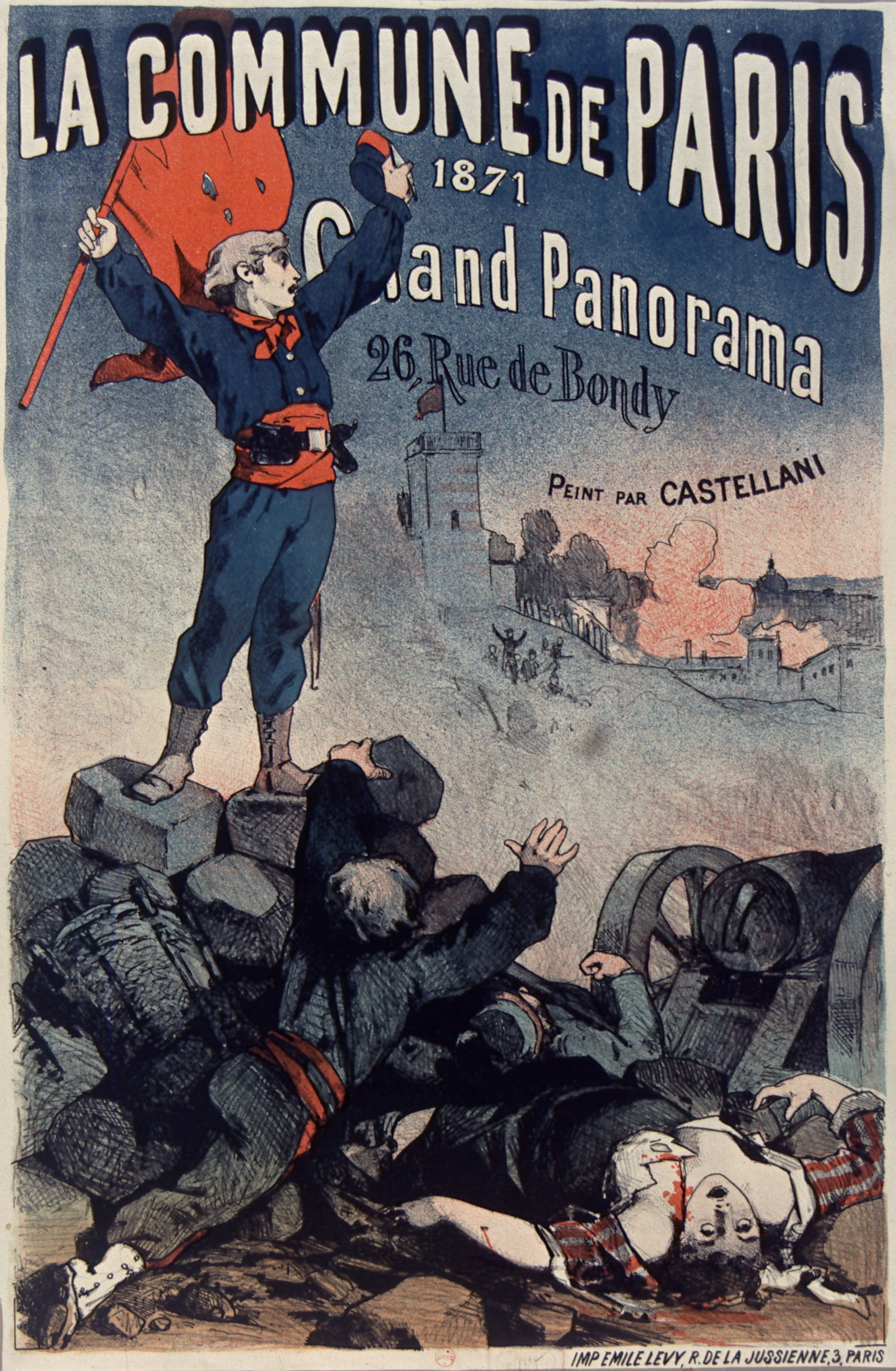
Афіша Франції з темою Паризької комуни 1871 року.

Особлива галузь французької афіші — відображення подій французьких революцій (їх було декілька у XIX столітті) та патріотична тематика. Якщо патріотична тематика і зустрічалась у мистецтві плакату інших країн, відображення революційних подій доволі рідкісна тематика і яскравий приклад низової культури.

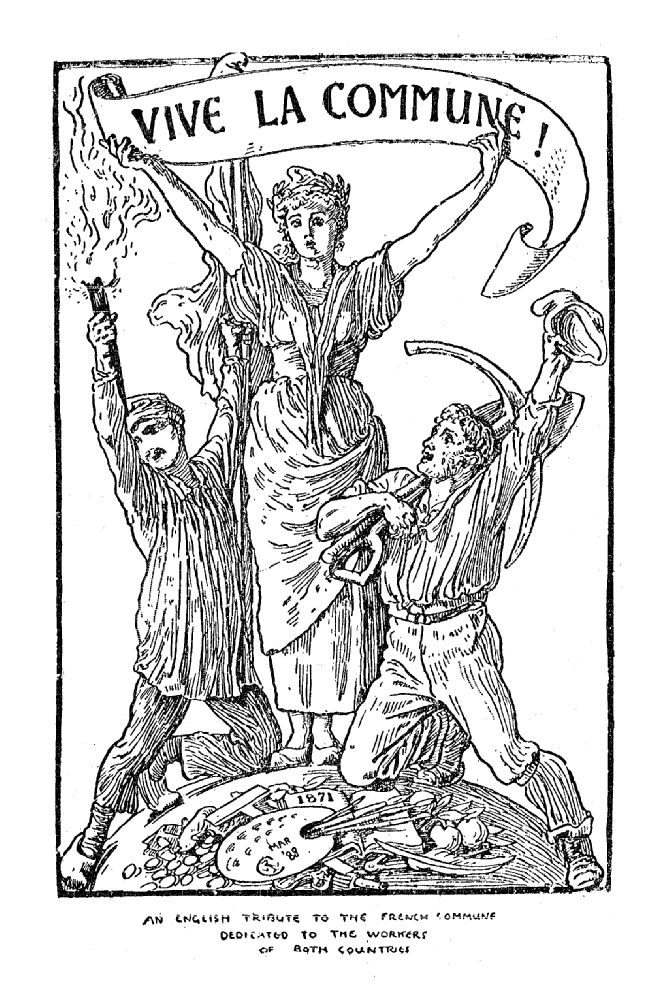
Афіша «Хай живе Коммуна !»
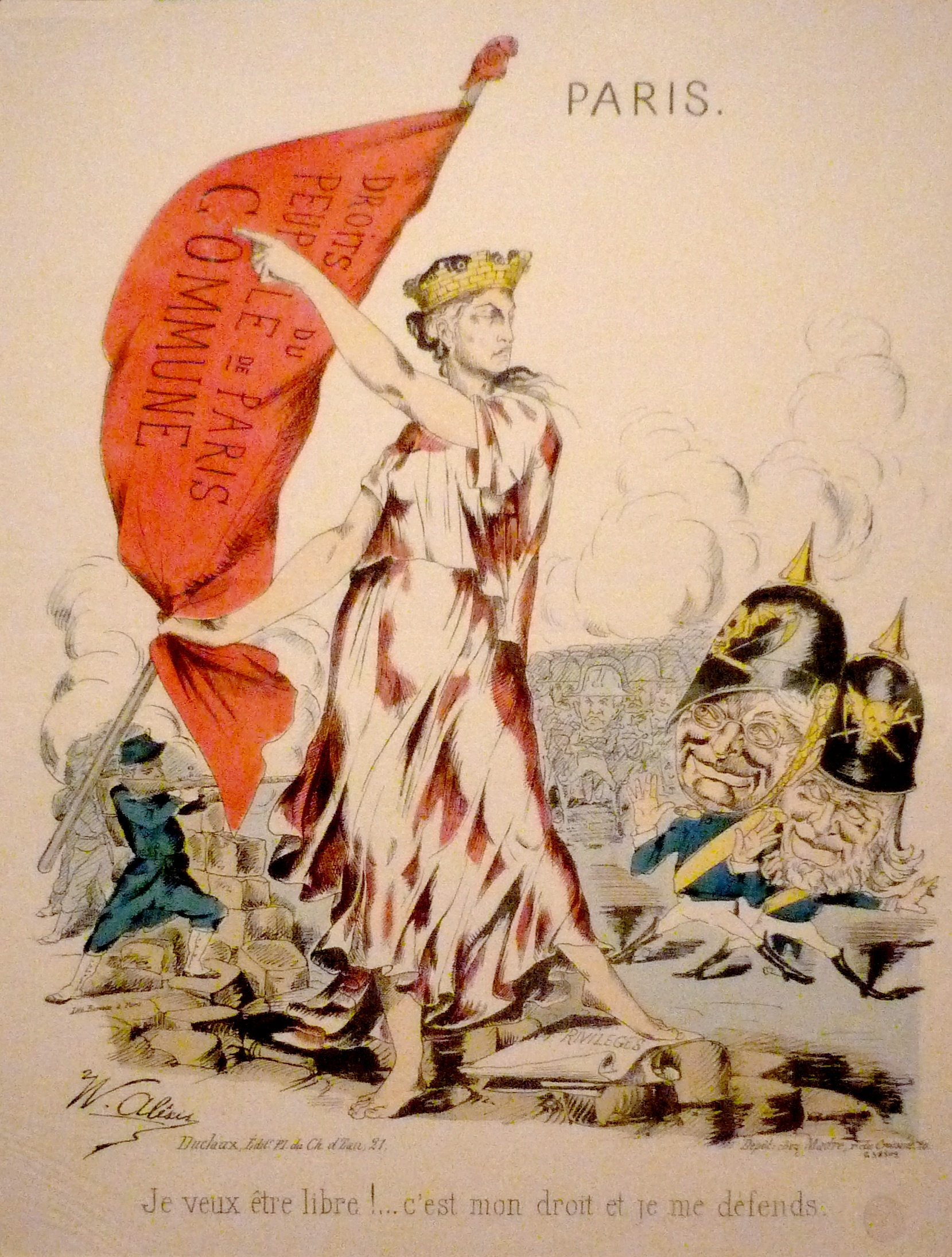
Кольорова літографія «Паризька комуна. Прагну бути вільною !», 1871 рік, Фонд Музея Карнавале, Париж.
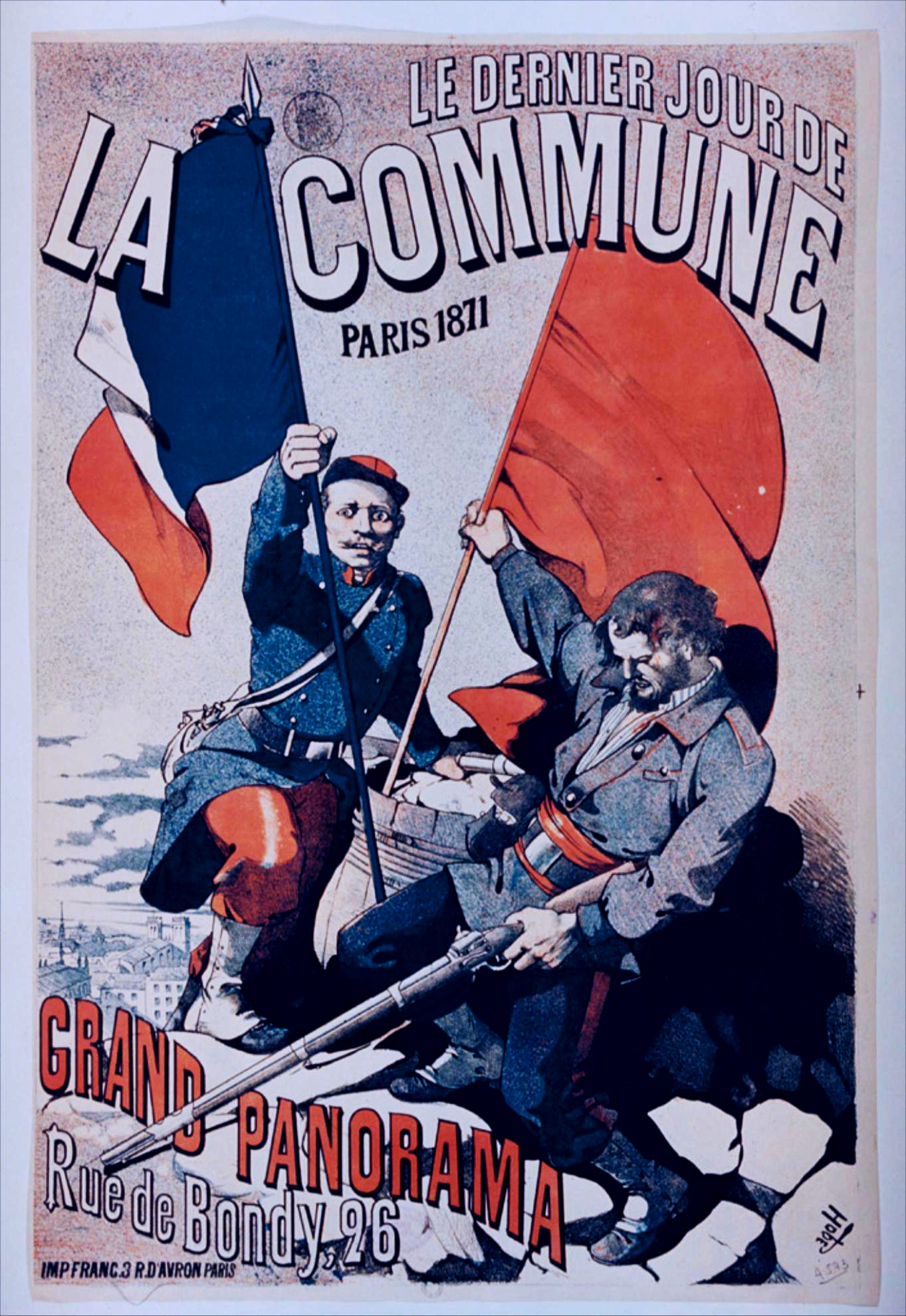
Афіша «Останній день Паризької Коммуни»

## Головний персонаж— жінка

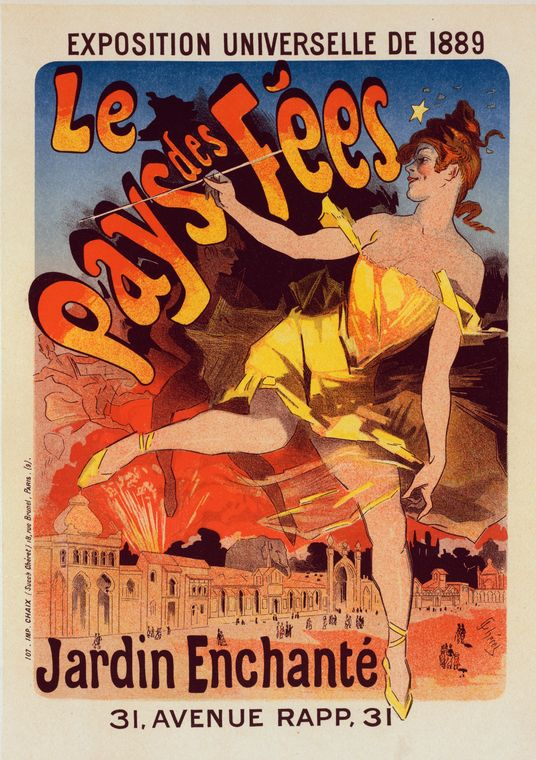
Жуль Шере. Реклама Паризької виставки 1889 року

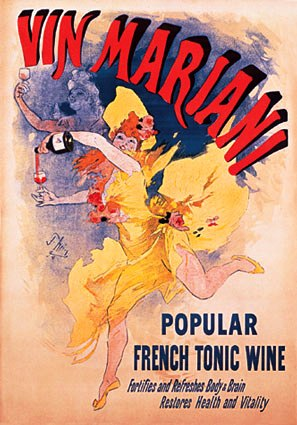
Жуль Шере. Реклама вин Маріані, 1894 рік

Головним персонажем французької афіші художники-чоловіки зробили жінку. Її емоційна відкритість, нервовий відгук на події, бажання вирватися із затісних домівок і придушливих обмежень були узяті у арсенал сторонніх обробок, підказок певної поведінки і того ж зомбування. Вдале зомбування було прихованим, але постійним завданням споживачів будь-якої статі, хоч жіночої, хоч чоловічої. Жінкам постійно нав'язували нові сукні, посуд, численні і малопотрібні, але модні дрібнички, чоловікам — задоволення за гроші і доступних жінок. Тому молоденькі і легковажні панянки, молоді, усміхнені, не обтяжені роздумами над важким життям і побутом — головні персонажі французьких афіш. Вони рекламували подвійне пиво, різноманітне вино, сигари, велосипеди, корсети для жінок і для чоловіків, танок канкан і легковажні розваги в окремих кварталах. Французька афіша XIX ст. рясніє жінками в умовному й розхристаному одязі з різними ступенями оголеності різних частин власного тіла, а подоли їх суконь піднімалися все вище і вище. Церемоніальних й заклопотаних підтримкою добропорядності англійців ці афіші з оголеними красуньками шокували і викликали спротив.
Навпаки, надзвичайно ефектними і спокусливими були жінки на афішах Альфонса Мухи, що використовував для афіш моделей зі слов'янських околиць Європи. Їх товарну привабливість підсилювали віртуозний малюнок з орнаментами і використання стилістики модерну.
Кількість розваг у Парижі постійно збільшувалася, урізноманітнювався їхній асортимент, тож афіші відбили це розмаїття.

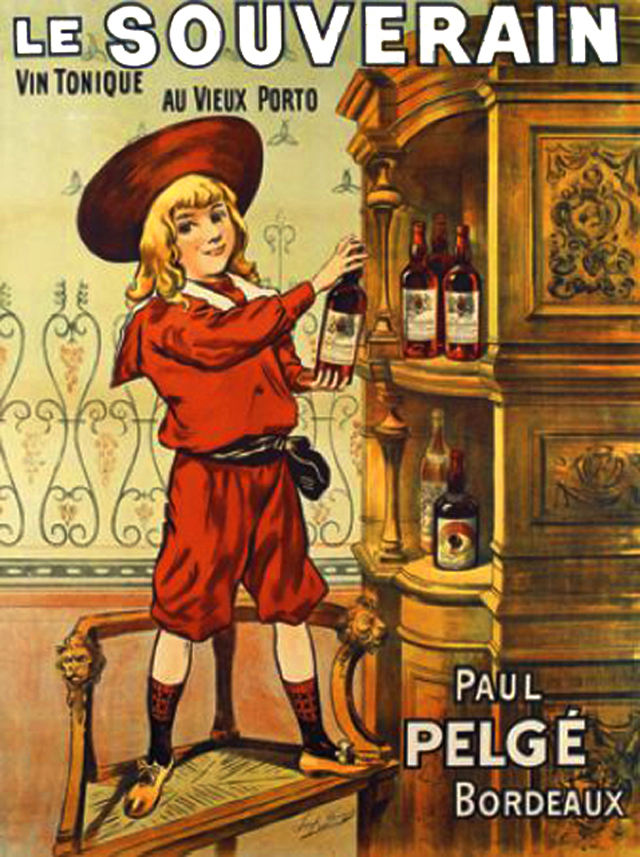
Аперитив Порто де Бордо, котрий рекламує дитина дошкільного віку, 1900 р.
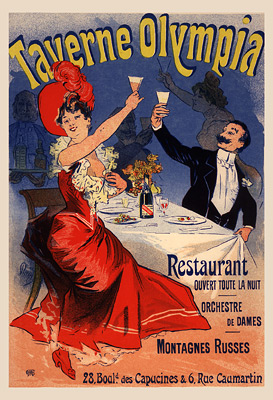
Жуль Шере. Реклама кафе і ресторана «Олімпія», бл. 1896 р.
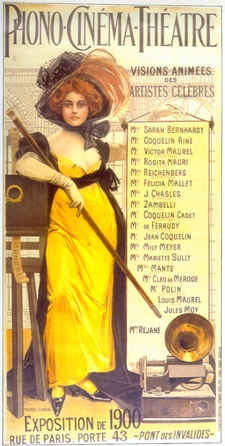
Реклама Всесвітньої виставки у Парижі 1900 року
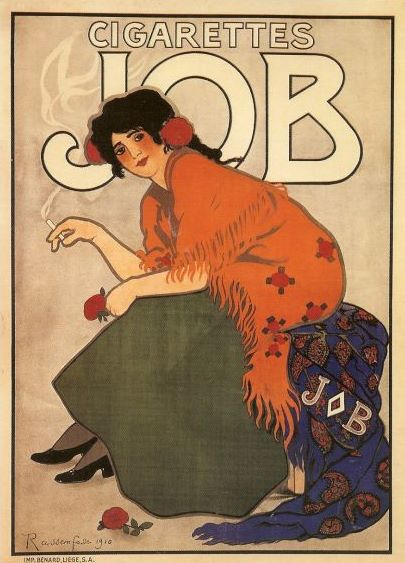
Реклама роботи на сигарній фабриці
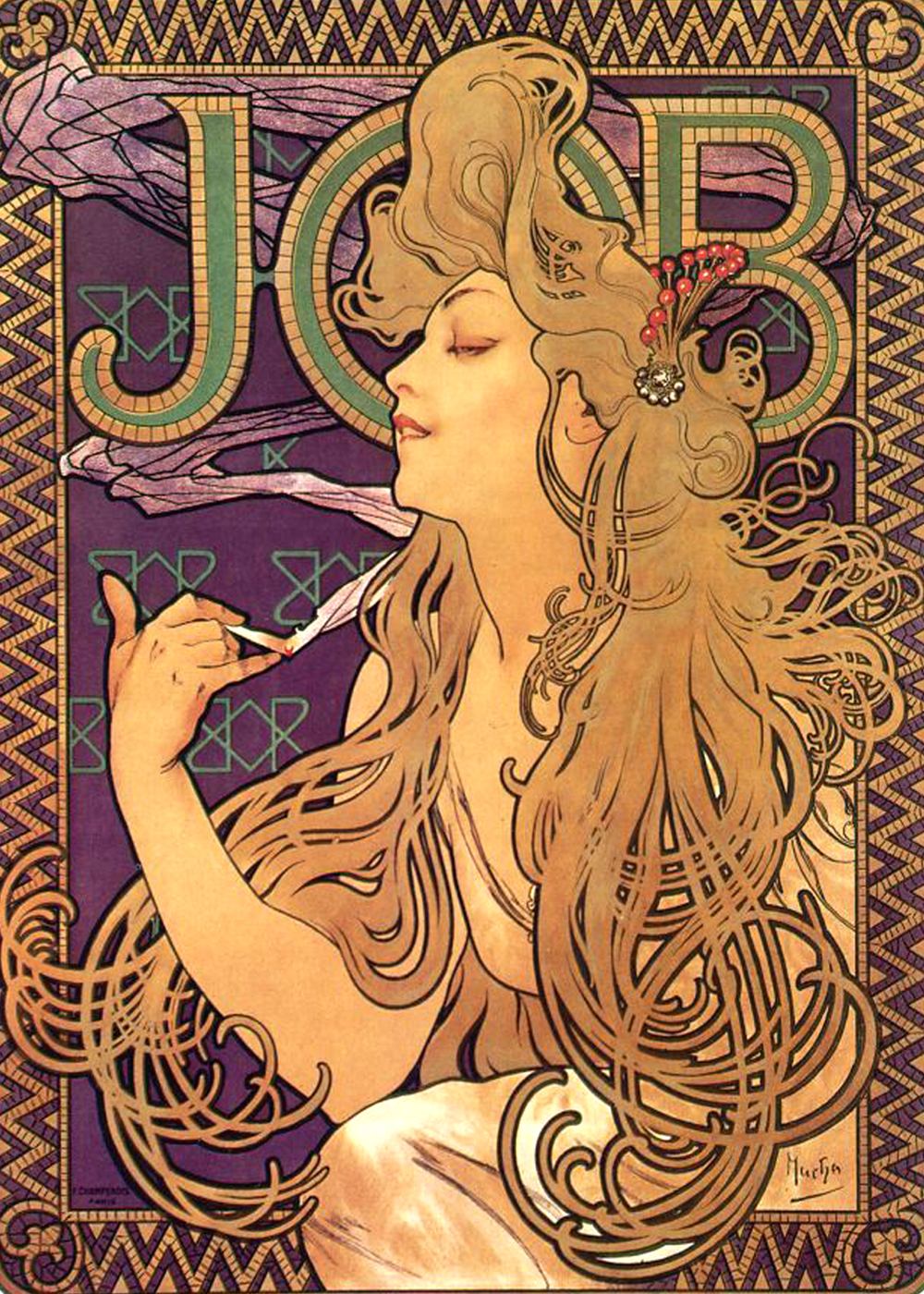
Альфонс Муха. Реклама роботи на сигарній фабриці для жінок з бідних родин.
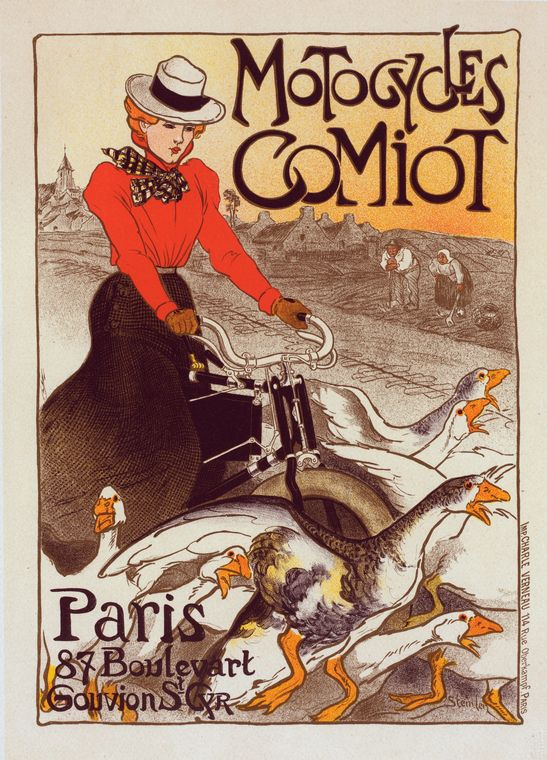
Теофіль Стейнлен. Релама велосипедів, афіша 1899 р.

## Провідні художники-плакатисти
- Жуль Шере (1836—1932)
- Ежен Грассе (1845—1917)
- Анрі де Тулуз-Лотрек (1864—1901)
- Альфонс Муха (1860—1939)
- Теофіль-Александр Стейнлен (1859—1923)
- Жан Атч (1872—1937)
- Альберт Гійом (1873—1942)

## Колекціонери
Помітними споживачами мистецтва у Франції були прихильники друкованої графіки як серед багатіїв, так і серед представників небагатих верств. Якщо картина відомого чи модного художника зберігала унікальний характер і була доступною лише надто багатому (і досить вузькому) колу через завелику ціну, продукція ілюстративної і друкованої графіки була доступною якраз для всіх через великі наклади і невелику ціну. Популярності друкованій графіці додавали і спеціалізовані аукціони з продажу саме графічних творів. Пристрасті тут кипіли не менші, як на розпродажах модних художників чи популярних речей з відомих колекцій.
На яскраву афішу в техніці кольорової літографії звернули увагу і колекціонери. Найбільш пристрасні і нетерплячі просто полювали на нові афіші і зривали їх після розклеювання на вулицях. Решту афіш давніх років можна було придбати лише у колекціонерів чи на аукціонах.
До продажів на графічних аукціонах у Франції додали і афіші. Завдяки небагатим колекціонерам були збережені доволі вартісні і художньо різноманітні афіші, на котрі тоді не звертали уваги ні сноби серед колекціонерів, ні художні музеї. Але час байдужості до історичних афіш минув і вони стають черговими експонатами багатьох художніх музеїв світу (Музей мистецтва Метрополітен, Лувр, Британський музей, Національна бібліотека Франції, Ермітаж).
Низка країн заснувала і спеціалізовані музеї плакатів.

## Злочини, пов'язані з друком афіш
Попит породжує і пропозиції. Якщо зривання нових афіш на вулицях могли кваліфікувати як дрібне хуліганство (а стара афіша взагалі втрачала актуальність, а ще й пошкоджена — ставала мотлохом для багатьох байдужих), тепер прийшли злочини, пов'язані з друком афіш. За друкарнями (що готували новий наклад афіш) відстежували шпигуни і вночі вдиралися у друкарню, щоби захопити увесь наклад — до його розповсюдження і оприлюднення. Бізнесовим товаром ставав викрадений наклад афіш, котрий потайки продавали пристрасним колекціонерам. До того ж ці афіші не були пошкодженими від негоди і вітру, не мали залишків клею на звороті і мали товарний вигляд.

## Музейні збірки

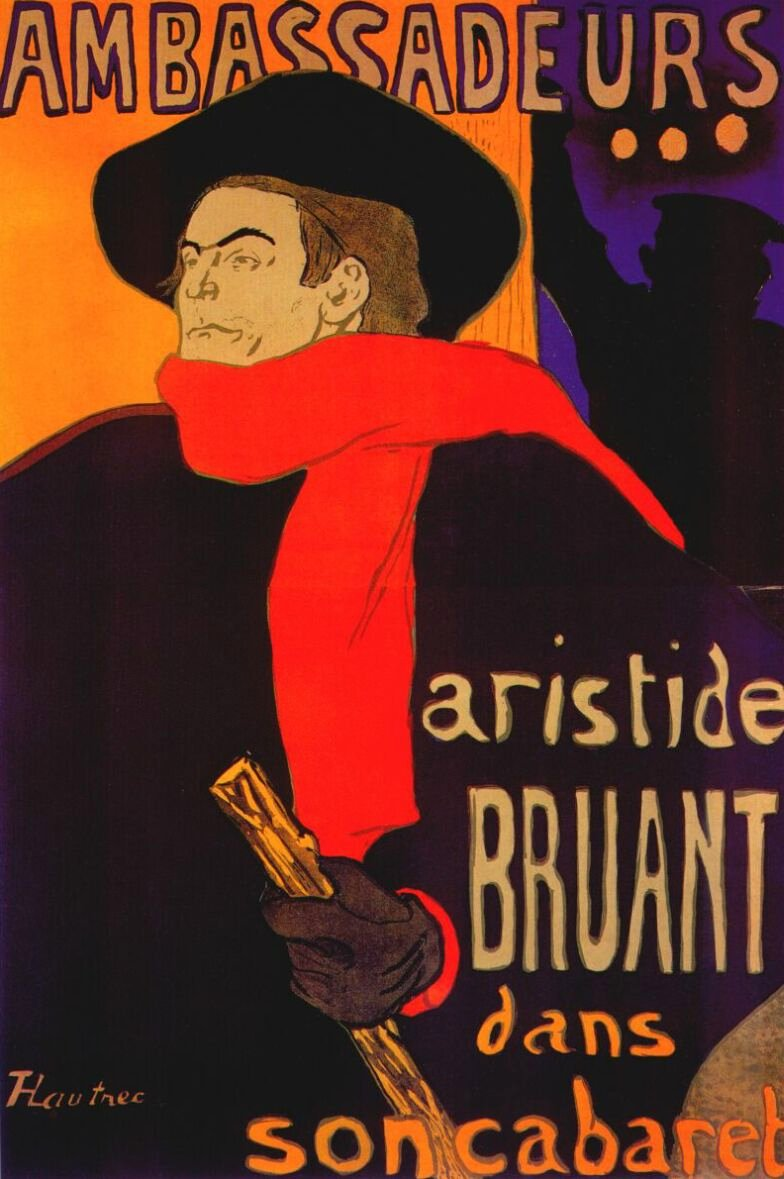
Анрі де Тулуз-Лотрек, Арістід Брюан, реклама концертів співака у кафе «Амбассадор» (Париж), 1892 р.

Байдужість або зверхність у ставленні до афіші як непрестижного мистецтва змінилася на початку XX ст. Тепер вже відомі художні музеї почали розшукувати історичні афіші, купувати як окремі їх зразки, так і цілісні колекції прихильників і аматорів.
Купували і пошкоджені, і тьмяні, і з залишками клею на звороті. Неможливість експонування пошкоджених зразків породила і нову галузь реставрації — рятування і відновлення друкованої графіки і старих афіш. Їх позбавляють клею за зворті і залишків невмілої фіксації на тканинах, тонують втрати, зміцнюють старий чи неякісний папір шляхом додачі вартісного паперу з подальшим пресуванням у рестараційних майстенях тощо.

## Обрані твори

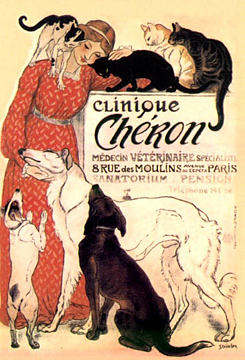
Худ. Теофіль Стейнлен. Реклама ветеринарної клініки, 1905 р., кольорова літографія
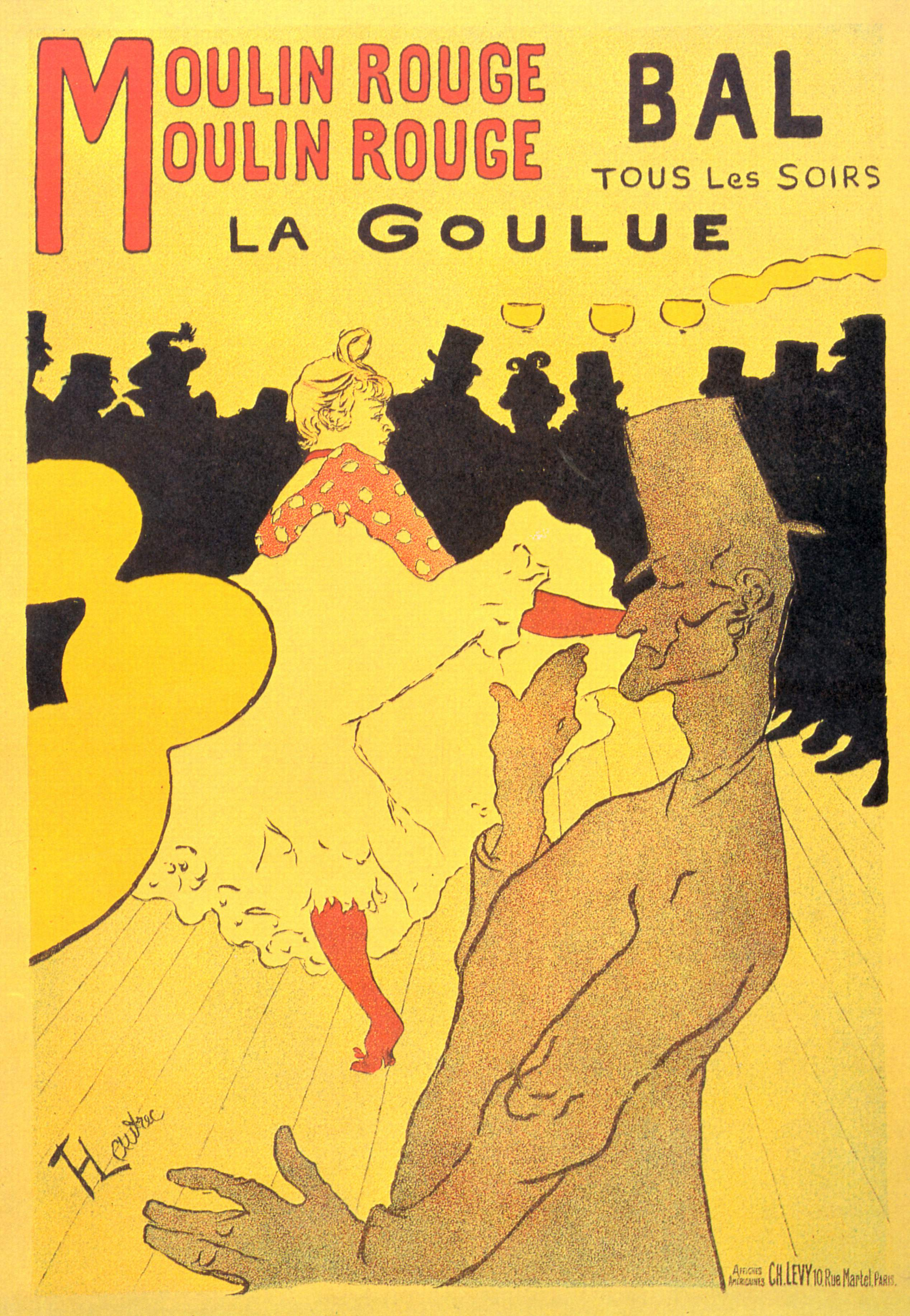
Анрі де Тулуз-Лотрек, реклама кафе Мулен Руж, афіша (1891 р.)
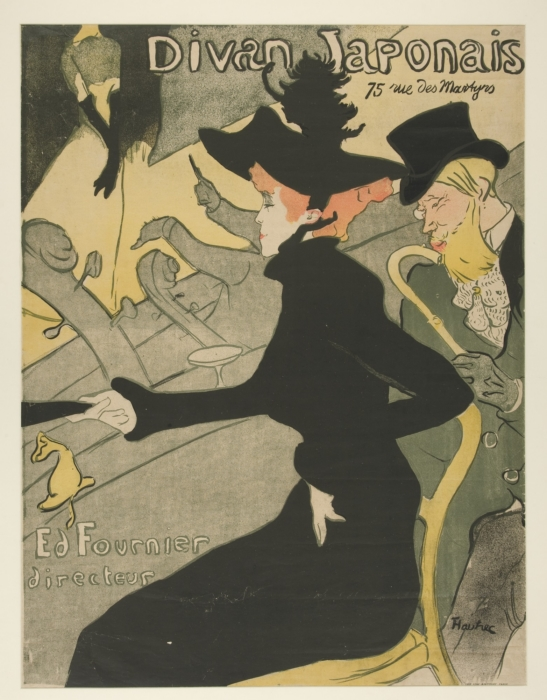
Анрі де Тулуз-Лотрек, «Японський диван », кольорова літографія 1892 р.
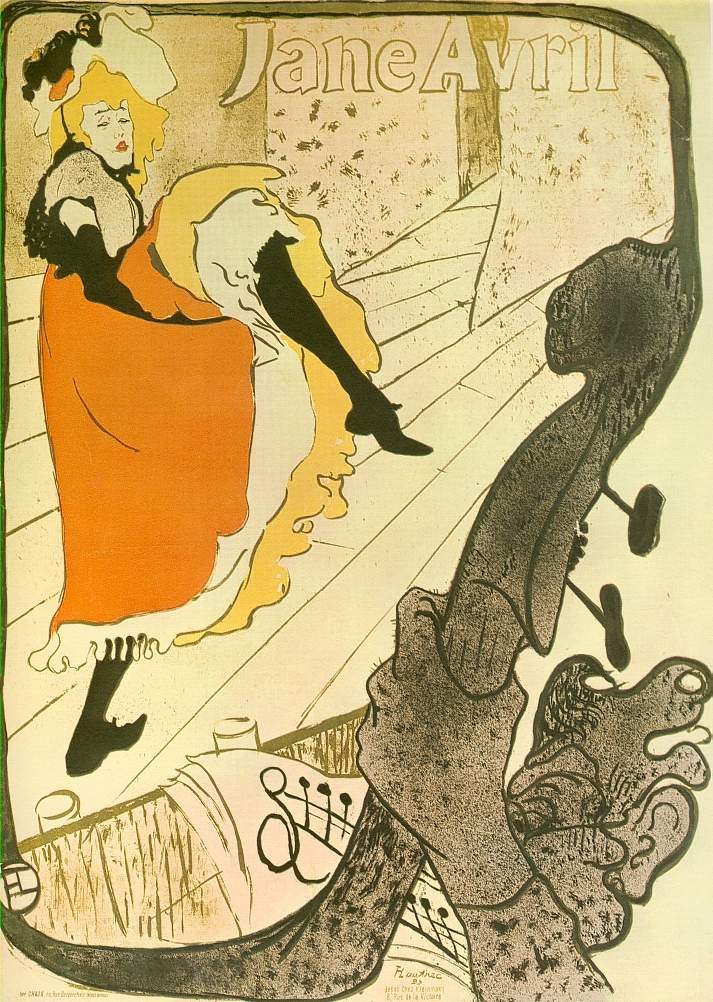
Анрі де Тулуз-Лотрек, реклама танцюристки Жанни Авріль, афіша (1893 р.)
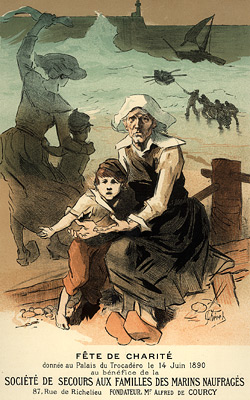
Жуль Шере. Плакат про милосердя до сиріт, 1890 р.